# The Youth Are Getting Restless
The Youth Are Getting Restless è un album live del gruppo hardcore punk statunitense Bad Brains, registrato live al Paradiso Theater di Amsterdam nel 1987 durante il tour di I Against I e pubblicato nel 1990 da Caroline Records.
È stato definito il migliore album live della band, superiore al precedente Live.

## Tracce
1. I - 2:33
2. Rock For Light - 1:40
3. Right Brigade - 2:30
4. House Of Suffering - 2:04
5. Day Tripper/She's a Rainbow (John Lennon/Paul McCartney)/(Mick Jagger/Keith Richards) - 4:53
6. Coptic Times - 2:10
7. Sacred Love - 3:27
8. Re-ignition - 4:30
9. Let Me Help - 1:54
10. The Youth Are Getting Restless - 3:58
11. Banned In D.C. - 2:14
12. Sailin' On - 1:52
13. Fearless Vampire Killers - 1:12
14. At The Movies - 2:50
15. Revolution (Dennis Brown) - 4:27
16. Pay To Cum - 1:41
17. Big Takeover - 3:26

### Crediti[2]
- H.R. - voce
- Dr. Know - chitarra
- Darryl Jenifer - basso
- Earl Hudson - batteria
- Phil Burnett - ingegnere del suono
- Ron Saint German - produttore